# Midwest Airlines

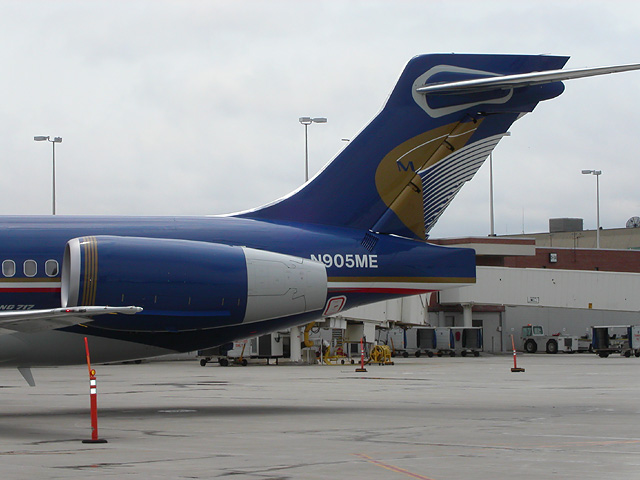

Midwest Airlines – amerykańska linia lotnicza z siedzibą w Milwaukee działająca w latach 1948–2010. Linia obsługiwała połączenia krajowe. Głównym węzłem był General Mitchell International Airport.